# Bombay (film)
Pour les articles homonymes, voir Bombay (homonymie).
Pour plus de détails, voir Fiche technique et Distribution.
Bombay (Bumbai) est un film dramatique indien, produit et réalisé par Mani Ratnam, sorti en 1995. Il est le deuxième volet de la « trilogie du terrorisme », après Roja et avant Dil Se.
L'histoire du film est centrée sur les émeutes de Bombay de décembre 1992 à janvier 1993. Il raconte la relation entre Shekhar Mishra Narayan, un étudiant en journalisme, issu d'une famille hindoue traditionnelle et Shaila Banu, une étudiante musulmane, dans le contexte de tensions religieuses.
Bombay est devenu l'un des films ayant engrangé le plus de recettes dans l'industrie du cinéma tamoul; il a reçu deux Filmfare Awards dont celui du meilleur film.
Cependant, le film a suscité d'énormes controverses lors de sa sortie en Inde et à l'étranger, pour sa représentation des relations inter-religieuses,,.

## Synopsis
Shekhar (Arvind Swamy) est le fils de parents hindous traditionnels dans un village côtier du Tamil Nadu. Étudiant en journalisme à Bombay, Shekhar rentre régulièrement à la maison pour rendre visite à sa famille. Au cours de l'un de ses voyages, il rencontre Shaila Banu (Manisha Koirala). Timide, Shaila fuit Shekhar, mais les efforts constants de Shekhar pour la séduire finissent par être couronnés de succès et elle en tombe amoureuse. Les deux pères refusent l'idée d'un mariage. Le père de Shekhar lui ordonne de trouver une autre compagne et le père de Shaila veut la marier au plus vite avec un musulman. Le père de Shekhar menace son fils de ne plus jamais lui adresser la parole s'il épouse cette musulmane. Sous le coup de la colère, Shekhar repart pour Bombay. Suivent plusieurs semaines de relation épistolaire entre Shekhar et Shaila qui finit par s'enfuir de la maison pour rejoindre Shekhar à Bombay où ils se marient en hâte.
Dans un premier temps, Shaila, venant d'un milieu rural, est mal à l'aise dans cette grande ville. Toutefois, avec le temps, elle s'adapte à son nouveau mode de vie. Quelques mois plus tard, Shaila donne naissance à des jumeaux, Kabir Narayanan et Kamal Basheer qui sont élevés dans les deux religions. Shekar continue à travailler en tant que journaliste, tandis que Shaila reste à la maison pour s'occuper des enfants. Pendant six ans, la famille vit heureuse à Bombay. À la suite des émeutes ayant eu lieu à Bombay, le père de Shekhar, inquiet rend visite à la famille pour avoir des nouvelles. Le même jour, arrivent les parents de Shaila, anxieux eux aussi. Tous sont ravis de voir leurs deux petits-fils, qui ne comprennent pas pourquoi leurs grands-pères se disputent constamment.
Dans le même temps, l'extrémisme religieux lance chaque communauté contre l'autre, amplifiant la vague d’émeutes entre hindous et musulmans et faisant des centaines de victimes à Bombay. Cibles de la violence des deux côtés, la famille de Shaila et Shekhar est de plus en plus inquiète pour sa sécurité.

## Fiche technique
Sauf indication contraire, les informations mentionnées dans cette section peuvent être confirmées par la base de données cinématographiques IMDb,  présente dans la section « Liens externes ».
- Titre original : Bumbai
- Titre français : Bombay
- Réalisation : Mani Ratnam
- Scénario : Mani Ratnam, Umesh Sharma
- Dialogues : Umesh Sharma
- Décors : Thotta Tharani
- Costumes : Nalini Sriram
- Photographie : Rajiv Menon
- Musique : A.R. Rahman
- Montage : Suresh Urs
- Production : Mani Ratnam, S. Sriram, Jhamu Sughand
- Sociétés de production : Amitabh Bachchan Corporation Limited, Jhamu Sughand Productions, Madras Talkies
- Société de distribution : Eros International
- Pays de production :  Inde
- Langues : Tamoul, hindi
- Format : Couleurs - 2.35 : 1 - 35 mm Son DTS Dolby Digital SDDS
- Genre : Drame, musical, romance
- Durée : 141 minutes
- Dates de sorties en salles :
  - Inde : 10 mars 1995
  - France : 7 avril 1995

## Distribution
- Arvind Swamy : Shekhar Mishra Narayan
- Manisha Koirala : Shaila Bano
- Prakash Raj : Kumar
- Nassar (en) : Narayana Pillai
- Tinnu Anand : Leader Sakthi Samaj
- Raja Krishnamoorthi : Basheer Ahmed
- Rallapalli : l'eunuque
- Sonali Bendre : participation exceptionnelle dans l'item number Hamma Hamma

## Autour du film

### Anecdotes
- Dès sa sortie, Bombay fut censuré à Singapour, au Pakistan et en Malaisie.
- Des scènes du film ont été tournées au Palais des Nayaks de Madurai.

## Bande originale
La bande originale du film contient sept chansons et un instrumental, composées par A.R. Rahman. Elle a été vendue à 15 millions d'exemplaires, devenant l'un des albums les plus vendus de tous les temps.
L'instrumental Bombay Theme a été repris dans la bande originale de Lord of War et Fire. Il figure également dans le volume 5 de la compilation Café del Mar et a également été utilisé pour la publicité française de Volvic avec Zinédine Zidane.
Albums de A.R. Rahman
Gangmaster
(1994) Indira
(1995)
Version hindi
| 1.    | Hamma Hamma            | Remo Fernandes, Swarnalatha, Suresh Peters                                     | 5:10 |
| 2.    | Kehna Hi Kya           | K. S. Chithra, A.R. Rahman, Chœur                                              | 5:52 |
| 3.    | Tu Hi Re               | Hariharan, Kavita Krishnamurthy                                                | 7:14 |
| 4.    | Kuchi Kuchi            | Udit Narayan, Kavita Krishnamurthy, G. V. Prakash Kumar, Sharadha              | 5:07 |
| 5.    | Kuch Bhi Na Socho      | Pallavi, Shubha, Anupama, Noel, Srinivas                                       | 5:53 |
| 6.    | Bombay Theme           | Instrumental                                                                   | 5:18 |
| 7.    | Aaankhon Mein Ummeedon | Sujatha, Chœur                                                                 | 2:43 |
| 8.    | Apna Zameen Yeh        | Sujatha, Noel, Srinivas, Sivanesan, Ganga Sreenivasan, Renuka, Anuradha Sriram | 3:28 |
| 40:50 |                        |                                                                                |      |

Version tamoul
| No | Titre              | Auteur                                                                         | Durée |
| -- | ------------------ | ------------------------------------------------------------------------------ | ----- |
| 1. | Hamma Hamma        | A.R. Rahman, Suresh Peters, Swarnalatha                                        | 5:10  |
| 2. | Kannalanae         | K. S. Chithra, A.R. Rahman, Chœur                                              | 5:52  |
| 3. | Uyire Uyire        | Hariharan, K. S. Chithra                                                       | 7:14  |
| 4. | Kuchi Kuchi        | Hariharan, Swarnalatha, G. V. Prakash Kumar, Sharadha                          | 5:07  |
| 5. | Poovukkenna Poottu | Noel, Anupama, Shubha, A.R. Rahman, G. V. Prakash Kumar                        | 5:53  |
| 6. | Bombay Theme       | Instrumental                                                                   | 5:18  |
| 7. | Malarodu Malaringu | Sujatha, Chœur                                                                 | 2:43  |
| 8. | Indhu Annai Bhoomi | Sujatha, Noel, Srinivas, Sivanesan, Ganga Sreenivasan, Renuka, Anuradha Sriram | 3:28  |

Version télougou
| No | Titre                | Auteur                                                | Durée |
| -- | -------------------- | ----------------------------------------------------- | ----- |
| 1. | Adi Arabi Kadalandam | Remo Fernandes, Swarnalatha                           | 5:10  |
| 2. | Kannalanule          | K. S. Chithra, A.R. Rahman, Chœur                     | 5:52  |
| 3. | Urike Chilaka        | Hariharan, K. S. Chithra                              | 7:14  |
| 4. | Kuchi Kuchi Koonamma | Hariharan, Swarnalatha, G. V. Prakash Kumar, Sharadha | 5:07  |
| 5. | Poolakundi Komma     | Pallavi, Shubha, Anupama, Noel, Srinivas              | 5:53  |
| 6. | Bombay Theme         | Instrumental                                          | 5:18  |

## Distinctions
| Date | Distinction                  | Catégorie                                 | Nom                           | Résultat |
| ---- | ---------------------------- | ----------------------------------------- | ----------------------------- | -------- |
| 1995 | Cinema Express Awards        | Meilleur film                             | Mani Ratnam                   | Lauréat  |
| 1995 | Tamil Nadu State Film Awards | Meilleur parolier                         | Vairamuthu                    | Lauréat  |
| 1995 | Tamil Nadu State Film Awards | Meilleure chanteuse de play-back          | K. S. Chitra (pour Kannalane) | Lauréat  |
| 1996 | Filmfare Awards              | Meilleur film                             | Mani Ratnam                   | Lauréat  |
| 1996 | Filmfare Awards              | Meilleure prestation                      | Manisha Koirala               | Lauréat  |
| 1996 | Filmfare Awards South        | Meilleur film                             | S. Sriram                     | Lauréat  |
| 1996 | Filmfare Awards South        | Meilleur réalisateur                      | Mani Ratnam                   | Lauréat  |
| 1996 | Filmfare Awards South        | Meilleure actrice                         | Manisha Koirala               | Lauréat  |
| 1996 | Filmfare Awards South        | Meilleure direction musicale              | A. R. Rahman                  | Lauréat  |
| 1996 | National Film Awards         | Meilleur film sur l'intégration nationale | Mani Ratnam                   | Lauréat  |
| 1996 | National Film Awards         | Meilleure actrice                         | Manisha Koirala               | Lauréat  |
| 1996 | Matri Shree Media Award      | Meilleur film                             | Mani Ratnam                   | Lauréat  |

### Sources et bibliographie
- (en) Lalitha Gopalan, Bombay: BFI Film Classics, British Film Institute, 2005, 88 p.  (ISBN 978-0851709567)
- (en) Baradwaj Rangan, Conversations with Mani Ratnam, Penguin Books India, 2014, 320 p.  (ISBN 978-0670085200)